# Apparecido José Dias
Apparecido José Dias SVD (* 28. Dezember 1931 in Itajobi, São Paulo; † 29. Mai 2004) war ein brasilianischer Ordensgeistlicher und römisch-katholischer Bischof von Roraima.

## Leben
Apparecido José Dias trat der Ordensgemeinschaft der Steyler Missionare bei und empfing am 3. August 1958 die Priesterweihe.
Papst Paul VI. ernannte ihn am 13. Dezember 1974 zum ersten Bischof des neuerrichteten Bistums Registro. Der Bischof von Santos, David Picão, spendete ihm am 16. Februar des nächsten Jahres die Bischofsweihe; Mitkonsekratoren waren Joel Ivo Catapan SVD, Weihbischof in São Paulo, und Ruy Serra, Bischof von São Carlos. 
Papst Johannes Paul II. ernannte ihn am 26. Juni 1996 zum Bischof von Roraima. 